# 丹生川ダム
丹生川ダム（にゅうかわダム）は、岐阜県高山市丹生川町、一級河川・神通川水系荒城川（あらきがわ）に建設されたダム。高さ69.5メートルの重力式コンクリートダムで、洪水調節・不特定利水・上水道・発電を目的とする、岐阜県営の多目的ダムである。ダム湖（人造湖）の名は五味原湖（ごみはらこ）という。2013年度グッドデザイン賞、土木学会デザイン賞2014奨励賞受賞。

## 歴史
荒城川は、岐阜県の北東部、飛騨山脈（北アルプス）の西側斜面を水源とする川で、日本三百名山・川上岳に端を発し、富山湾（日本海）に注ぐ宮川（神通川）の支流である。宮川の流域では、1983年（昭和58年）9月の台風10号や、1999年（平成11年）6月の梅雨前線および9月の台風16号、2004年（平成16年）10月の台風23号などによる水害や土砂災害に見舞われており、荒城川では1963年（昭和38年）から治水のための河川改修事業が始まり、1989年（平成元年）には河川総合開発事業の一環として丹生川ダムの建設が着手となった。
丹生川ダムは、洪水調節・不特定利水・上水道を目的とする多目的ダムとして設計された。まず、洪水調節については、基本高水を200立方メートル毎秒と見込み、そのうち130立方メートル毎秒を丹生川ダムでカットすることとした。一方で灌漑期における渇水による被害も発生しており、住民からは取水の安定を求める声も上がっていたことから、木曽垣内頭首工地点で最大で2.3立方メートル毎秒を確保して流水の正常な機能の維持を図った。また、丹生川町南西部に供給する上水道用水として0.004立方メートル毎秒、日量350立方メートルを取水できるようにした。
岐阜県は1975年（昭和50年）度より丹生川ダム実施計画調査に着手。1989年度に建設事業に着手し、1990年（平成2年）度より工事用道路の建設を開始した。1992年（平成4年）度には補償協定が結ばれ、水没地からの集団移転が1993年（平成5年）度に完了。1994年（平成6年）度より付け替え道路の工事が着手され、2003年（平成15年）度よりダム本体工事を開始。2006年（平成18年）度から2010年（平成22年）6月にかけてダム本体のコンクリート打設が行われ、2011年（平成23年）10月に試験湛水を開始し、2012年（平成24年）4月に終了。同年5月に竣工記念式典を執り行い、同年6月より運用に移行した。2013年（平成25年）にはグッドデザイン賞を受賞。審査委員は景観と調和したダム本体のデザインのみならず、管理所建物や公園を含めた全体のデザインを評価した上で、ダムが持つ治水・利水機能がいかに人々にとって大切かということを示す必要があると訴えた。2014年（平成26年）には土木学会デザイン賞奨励賞を受賞している。
丹生川ダム直下の丹生川発電所は、ダム完成後の2015年（平成27年）3月20日に着工、2016年（平成28年）6月29日に営業運転を開始した。中部電力の水力発電所で、ダムからの河川維持放流水（最大1立方メートル毎秒）を活用し、最大350キロワットの電力を発生する。年間発生電力量は210万キロワット時を見込む。

## 周辺
高山市中心市街地から国道158号を東へ進み、丹生川町から岐阜県道89号高山上宝線を北東へ進むと丹生川ダムに至る。ダム天端は車道になっており、左岸にあるダム管理所の周辺は公園として整備されている。ダム湖には水没した集落の名をとって五味原湖と名付けられた。ダム手前で県道を外れ、荒城川に沿って上流へ向かうと丹生川ダムの直下に出る。ダム下流には温泉の荒城温泉 恵比須之湯がある。

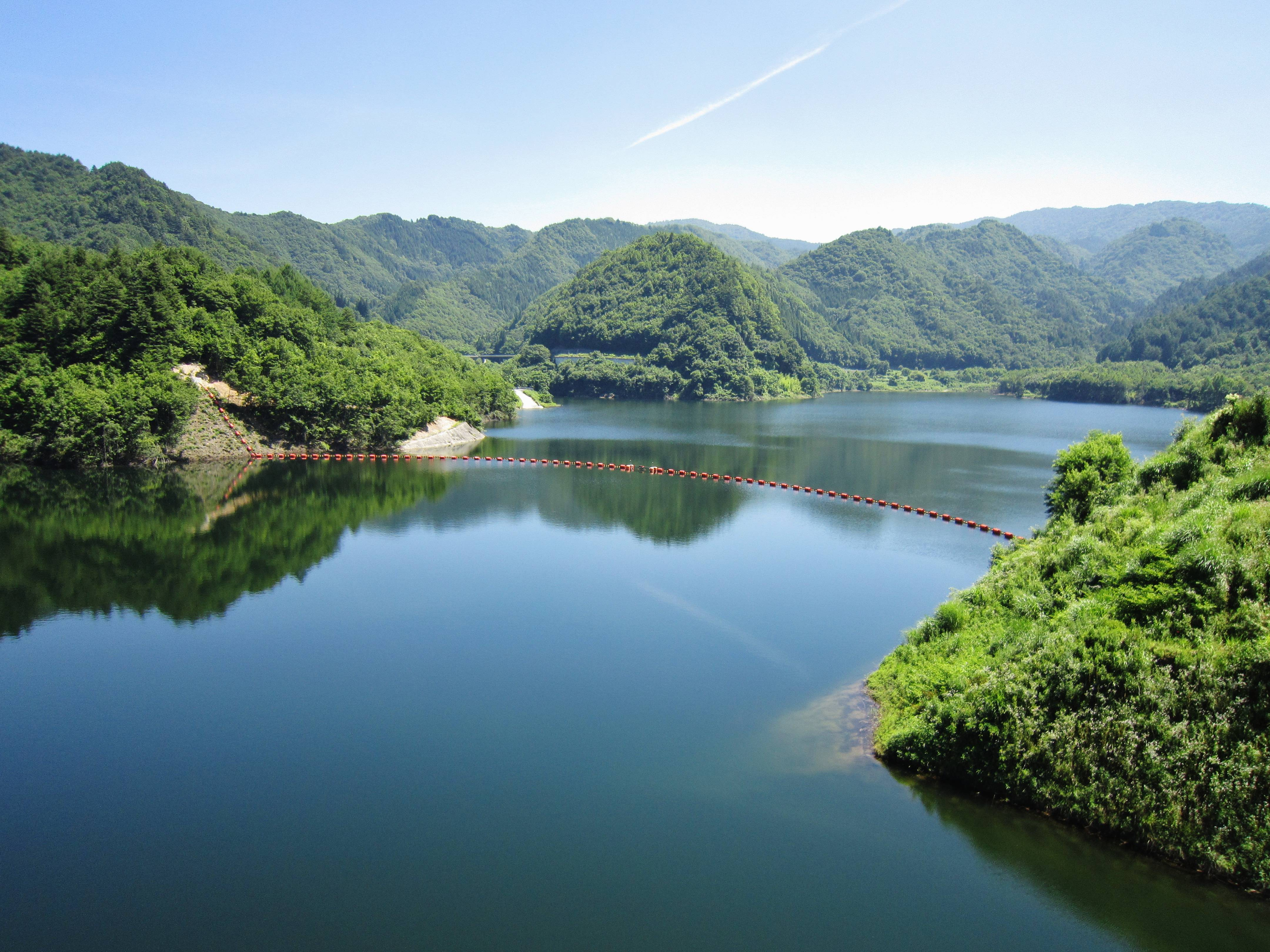
五味原湖
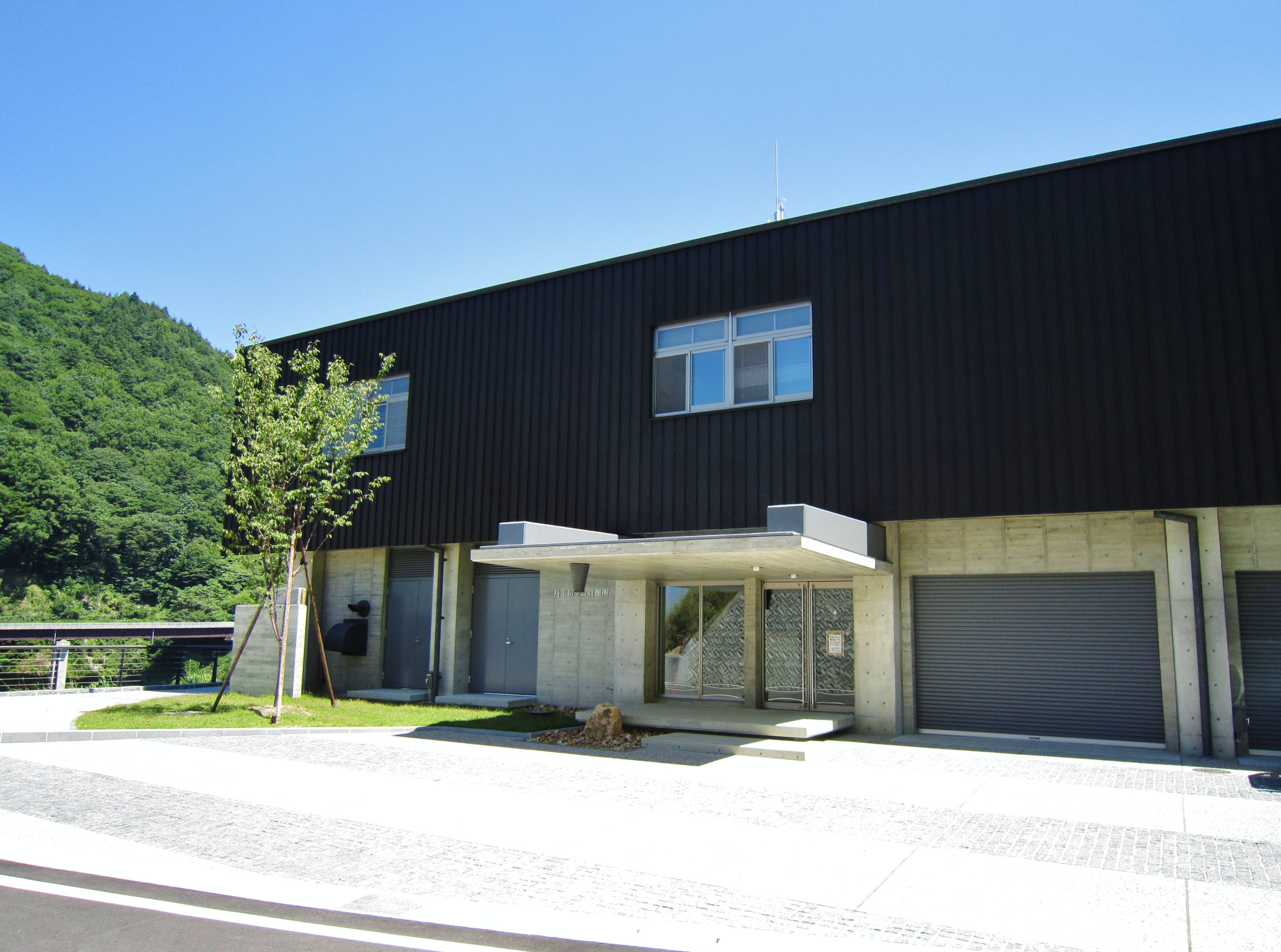
丹生川ダム管理所
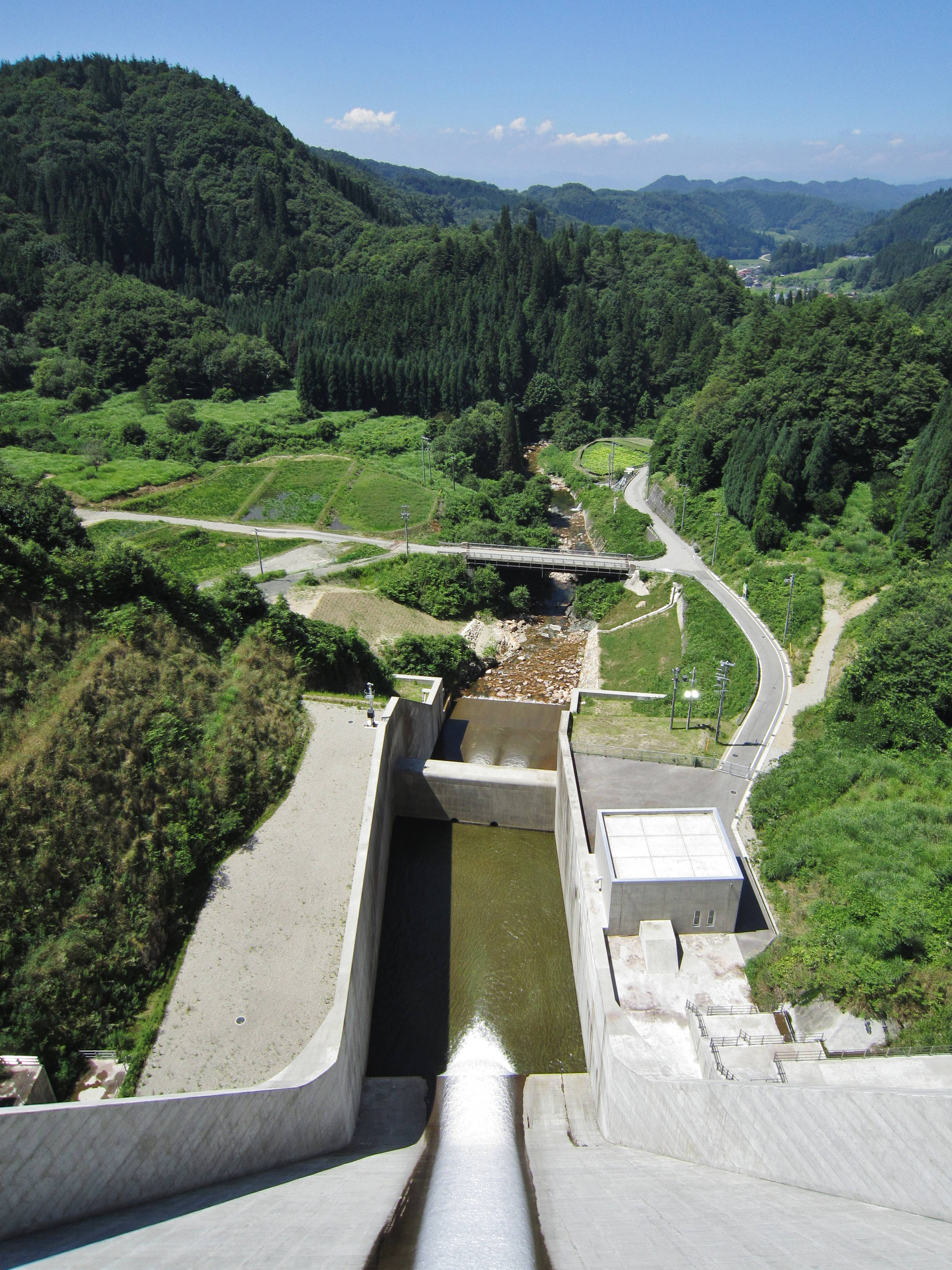
天端から荒城川下流を見下ろす